# Công đồng Constance
Công đồng Constance diễn ra từ năm 1414 -1418 dưới áp lực của hoàng đế Sigismund và được triệu tập bởi Giáo hoàng đối lập Gioan XXIII. Chủ nhà là Otto III. von Hachberg, giám mục của Konstanz. Có khoảng 200 Giám mục, nhiều giáo sĩ và chuyên viên tham dự 45 khoá họp, từ 5 tháng 11 năm 1414 đến 22 tháng 4 năm 1418. Công đồng bãi nhiệm ba Giáo hoàng đang tranh chấp nhau, chấm dứt tình trạng ly khai ở Tây Phương, lên án John Wycliff, Jan Hus và chọn Giáo hoàng Martinus V.
Vào ngày 11 tháng 11 năm 1417, Công Đồng chọn Đức Hồng y Oddo Colonna làm Giáo hoàng, với niên hiệu Martin V, vị Giáo hoàng thứ 206. Kết thúc Công Đồng, một lần nữa các vương quốc Ki-tô giáo được hiệp nhất, thời kỳ ly giáo tạm thời qua đi.
Nội dung của công đồng:
1. Kết án hai nhà dị giáo John Wycliffe và Jan Hus (phản Giáo hội và phản Thánh Thể)
2. Cải thiện đời sống và tổ chức của Giáo hội, cũng như các vấn đề của Giám mục.
3. Cải thiện đời sống và tổ chức của Giáo hội, cũng như các vấn đề của Giám mục.

Jan Hus bị xử tử trên giàn hoả thiêu (dù Hus được lời hứa bảo đảm an toàn tính mạng khi đến đối chất tại công đồng). John Wycliffe (1330 tới 1384) vào thời công đồng Konstanz đã chết trước đó 30 năm. Tuy nhiên, xương cốt ông vài năm sau đó đã bị đào lên và bị thiêu đốt.